# وینارس
وینارس (به اسپانیایی: Vinaroz) یک دهستان در اسپانیا است که در Baix Maestrat واقع شده‌است. وینارس ۹۵٫۴۶ کیلومتر مربع مساحت و ۲۸٬۲۹۰ نفر جمعیت دارد و ۷ متر بالاتر از سطح دریا واقع شده‌است.

## خواهرخوانده
شهر آلکانییس خواهرخواندهٔ وینارس هست.